# François Croquette
Pour l’article homonyme, voir Croquette (homonymie).
 (septembre 2023).
 (septembre 2023).
François Croquette, né le 3 mars 1966 à Paris, est un diplomate français et actuel directeur de la transition écologique et du climat à la Ville de Paris.

## Biographie
François Croquette est diplômé de l'Institut d'Études politiques de Paris en 1987 Il a obtenu un certificat en droits humains de la London School of Economics en 2005.
Il a été en poste à l'ambassade de France à Kinshasa entre 1988 et 1990, puis à Moscou de 1996 à 1999 avant d'être nommé à Londres comme consul adjoint de 1999 à 2000. Par la suite de 2000 à 2002, il est chef de cabinet du ministre délégué à la Coopération et à la Francophonie.  
De retour au Royaume-Uni en 2002, il est d'abord diplomate d'échange au Foreign Office, puis premier secrétaire à l'ambassade de France à Londres 2002-2006. Il part ensuite au Canada comme Attaché culturel au consulat de France à Montréal de 2006 à 2010 
Conseiller diplomatique du Président du Sénat, Jean-Pierre Bel d'octobre 2011 à septembre 2013, il rejoint ensuite Pascal Canfin, ministre délégué chargé du Développement en tant que directeur de cabinet. 
Il revient ensuite à Londres de 2014 à 2017 comme directeur de l'Institut français du Royaume-Uni, et conseiller de coopération et d'action culturelle 
François Croquette est ensuite nommé ambassadeur pour les droits de l'homme, chargé de la dimension internationale de la Shoah, des spoliations et du devoir de mémoire, le 19 janvier 2017.  A ce poste, il défend une conception universaliste des droits humains et souligne le lien entre défense des droits humains, développement et lutte contre le changement climatique. Il s'engage aussi publiquement pour des défenseurs des droits humains emprisonnés comme le réalisateur ukrainien Oleg Sentsov ou l'opposant russe Alexei Navalny après son empoisonnement en août 2020. 
Détaché auprès de la Ville de Paris depuis novembre 2020, il prend la tête en janvier 2022 de la nouvelle direction de la transition écologique et du climat de la ville. En juin 2023, il rejoint le conseil d'administration d'Ensemble contre la peine de mort (ECPM).

## Décorations
Il a été nommé chevalier de la Légion d'honneur le 31 décembre 2018.